# Nowoseliwka (rejon charkowski)
Nowoseliwka (ukr. Новоселівка) – wieś na Ukrainie, w obwodzie charkowskim, w rejonie charkowskim, w hromadzie Nowa Wodołaha. W 2001 liczyła 2882 mieszkańców, spośród których 2714 wskazało jako ojczysty język ukraiński, 158 rosyjski, 1 białoruski, 3 ormiański, 1 karaimski, 2 inny, a 3 osoby się nie zadeklarowały.